# 80e bataillon de tirailleurs sénégalais
Le 80e Bataillon de Tirailleurs Sénégalais (ou 80e BTS) est un bataillon français des troupes coloniales.

## Création et différentes dénominations
- -: Formation du 80e Bataillon de Tirailleurs Sénégalais
- 25/06/1917: Dissolution
  - La 1re compagnie entière passe au 67e BTS
  - La 2e compagnie est scindée en 2 pelotons, le 1er passe au 66e BTS, le second passe au 67e BTS
  - La 3e compagnie entière passe au 66e BTS
  - La 4e compagnie entière passe au 70e BTS
  - Les hommes de la Compagnie de Mitrailleuses sont répartis entre les 66e, 67e et 70e BTS

## Chefs de corps
- 06/06/1916: Chef de bataillon Castex
- 06/10/1916: Chef de bataillon Chibas-Lassalle
- 15/01/1917: Capitaine Baffoy
- 27/01/1917: Chef de bataillon Chibas-Lassalle (évacué le 11/04/1917)
- 11/04/1917: Capitaine Baffoy
- 26/04/1917: Chef de bataillon Duboc

## Historique des garnisons, combats et batailles du80eBTS
- 06/06/1916: Formation de la 3e compagnie
- 06/06/1916: Le bataillon embarque de Dakar, à l'effectif de 12 officiers, 21 sous-officiers et 1154 caporaux et tirailleurs
- 17/06/1916: Le bataillon débarque à Bordeaux et est transféré, par voie ferrée au camp de Courreau
- 17/07/1916: Embarquement à La Teste pour rejoindre la zone des armées
- 18/07/1916: Arrivée a Villers-sur-Coudun
- 19/07/1916: Le bataillon est rattaché au 2e Corps d'Armée Colonial; il est réparti entre Antheuil et Vignemont
- 22/07/1916: Les compagnies montent dans les tranchées par alternance, à partir de cette date, dans le secteur de Machemont
- 01/08/1916: Déplacement sur le camp d'Orvillers-Sorel
- 30/08/1916: Transfert au camp d'Assainvillers
- 06/10/1916: Le bataillon embarque pour Fréjus
- 08/10/1916: Arrivée à Fréjus et cantonnement (hivernage)
- 16/10/1916: Le bataillon reçoit 2 sous-officiers, 8 caporaux et 150 tirailleurs de 47e BTS
- 19/12/1916: Formation de la Compagnie de mitrailleuses avec des hommes venus des 68e et 71e BTS

- 25/03/1917: Embarquement par voie ferrée du premier échelon (État-major, 1re, 2e, 3e et 4e compagnies)
- 26/03/1917: Embarquement par voie ferrée du deuxième échelon (Section hors-rang et Compagnie de Mitrailleuses)
- 27/03/1917: Débarquement du 1er échelon à Fère en Tardenois et bivouac à Saponay
- 28/03/1917: Le 1er échelon fait mouvement au camp de Chéry-Chartreuve; il est placé à côté des 27e BTS et 29e BTS
- 29/03/1917: Arrivée du 2e échelon au camp de Chéry-Chartreuse. Le bataillon maintenant au complet fait partie des éléments non-endiviosionnés de la VI Armée
- 02/04/1917: revue des troupes par le Président de la République, accompagné des Présidents de la Chambre et du Sénat, du Généralissime et du général commandant la VIe Armée
- 07/04/1917: Le bataillon est rattaché tactiquement au 6e RIC, 2e Brigade, 15e DIC, 2e Corps d'Armée Colonial (2e CAC)
- 12/04/1917: Déplacement et cantonnement à Serval
- 13/04/1917: Reconnaissance d'itinéraire et des positions par le chef de bataillon et les commandants de compagnies en vue de l'offensive
- 14/04/1917: Déplacement vers les abris de Troyon, la 4e compagnie rejoint Cuissy-et-Geny
- 15/04/1917: Reconnaissance des tranchées. Le bataillon reçoit l'ordre d'attaque, le 16 avril à 6H00
- 16/04/1917: A 3H, le bataillon prend position à l'issue du bataillon A' du 6e RIC en vue de l'attaque. A 6H20 le bataillon sort de la tranchée à la suite du bataillon du 6eRIC, qu'il doit dépasser à hauteur de l'Ailette pour marcher à l'attaque d'un 2e objectif situé 3 KM plus au nord. Face à une forte résistance allemande, le bataillon ne peut progresser et perd une grande partie de ses officiers. L'ordre de repli vers la tranchée de départ est donné et effectué avec de grandes difficultés au cours de la nuit.
- 17/04/1917: La tranchée d'Amiens (où est regroupé le bataillon) étant fortement bombardée, les compagnies vont s'abriter dans les grottes de Troyon
- 18/04/1917: Le bataillon est relevé par 2 compagnies du 93e Régiment d'Infanterie et se replie sur Pargnan. Durant les journées des 16, 17 et 18 avril, le bataillon a essuyé de lourdes pertes:
  - Officiers: 2 tués, 8 blessés, 1 disparu
  - Européens: 12 tués, 31 blessés, 2 disparus
  - Indigènes: 47 tués, 155 blessés, 67 disparus
- 20/04/1917: Le bataillon est embarqué en camion à Oulchy-le-Château
- 21/04/1917: Le bataillon est embarqué en camion à Fromentières puis il est dirigé à La Mortière
- 23/04/1917: Déplacement à Janvilliers
- 26/04/1917: Le 63e BTS ayant été réduit à l'état de squelette, ses éléments sortant viennent renforcer le bataillon.
- 27/04/1917: Déplacement à Vert-la-Gravelle
- 28/04/1917: Déplacement à Gourgançon
- 29/04/1917: Déplacement à Ormes (Aube)
- 30/04/1917: Déplacement et cantonnement à Aubigny-sur-Aube
- 10/05/1917: Le 63e BTS est dissous, ces derniers officiers rejoignent le bataillon; le bataillon est rattaché à la VIe Armée
- 12/05/1917: Déplacement et cantonnement à Molins-sur-Aube
- 15/06/1917: Déplacement à Brienne-le-Château
- 16/05/1917: Déplacement à Lunéville

### Sources et bibliographie
Mémoire des Hommes